# De Predikanten
De Predikanten was een Belgische hiphopgroep uit Aalter. De groep bestond uit twee mc's (Nephtali en Orion, ook gekend als Baron Duyck) en één dj (dj ML, ook gekend als Mr. Leenknecht).
In 2005 wonnen De Predikanten de Diesel-U-Music wedstrijd. Ze haalden de finale van het Oost-Vlaams Rock Concours 2007 en mochten deelnemen aan de voorrondes van Humo's Rock Rally 2008. Ze traden op in zalen zoals Trix, de AB en Het Depot. In 2009 brachten ze in eigen beheer het album Wablief? uit. Voor de videoclip van de titelsong, gemaakt door Lieven Vanhove, wonnen ze de prijs voor de beste video op de Popfolio-awards van Poppunt. De clip was regelmatig te zien op de televisiezender JIM. In 2019, exact 10 jaar na de originele release, werd een geremasterde versie van het album Wablief? uitgebracht via digitale streamingdiensten. De mastering werd uitgevoerd door Jerboa Mastering.